# ジャルート環礁
ジャルート環礁（マーシャル語：Jālwōj/Jālooj, 英語: Jaluit Atoll）、またはヤルート環礁とは、マーシャル諸島共和国の首都マジュロから南西220kmにある、91の島からなる環礁である。陸地の面積は11 km2で、ラグーンは690 km2ある。人口は1998年の時点で1,699人である。なお、環礁の砂浜はウミガメの産卵場で、島々および周辺のサンゴ礁は魚類、無脊椎動物、海鳥の生息地であるため、海草の藻場、マングローブなどを含む環礁全体がラムサール条約に登録されている。

## 歴史

### ドイツ統治時代
ジャルート環礁は1884年からドイツの保護領となり、1906年からはドイツ領ニューギニアの一部として統治された。しかし本国から遠く離れたこともあり、インフラストラクチャーや教育、医療は手付かずであった。

### 日本統治時代

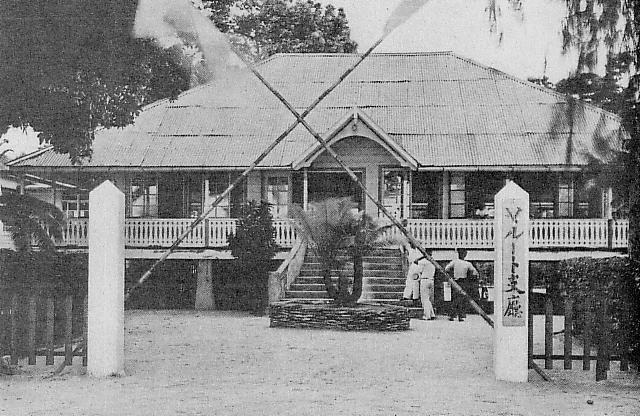
南洋庁支庁

第一次世界大戦中にジャルート環礁は、連合国として参戦した日本海軍によって占領された。軍政期を経て、1922年（大正11年）よりマーシャル諸島を含む南洋諸島全域が、日本の委任統治領となった。
日本統治時代、ジャルート環礁はドイツ語読みのヤルート環礁と呼称され、同環礁のジャボール島（Jabor）には南洋庁のヤルート支庁（後に東部支庁ヤルート出張所）が置かれ、日本のマーシャル諸島統治の中心地となった。
日本の委任統治下で、電気や水道、学校や病院などのインフラストラクチャーの整備が進んだ。1920年代から1930年代初期には、マーシャル諸島原産のコプラ（ヤシ油の原料）の集積地となり、買い付けを行う日本の商人らでにぎわった。
横浜港やパラオのコロールからジャルート環礁まで、日本郵船のサイパン丸やパラオ丸による定期航路が就航していたほか、1941年1月より、大日本航空が横浜港からサイパンやパラオを経由してジャルート環礁までの定期旅客便を川西式四発飛行艇により就航させた。

### 太平洋戦争
1941年12月の太平洋戦争（大東亜戦争）開戦後、環礁東部のイミエジ（Imiej）島には日本海軍の基地があったため、ジャルート環礁はアメリカ軍の攻撃目標となった。1942年（昭和17年）2月21日にはアメリカ軍によるマーシャル・ギルバート諸島機動空襲が行われ、艦上攻撃機11機（爆弾装備）と艦上爆撃機17機が飛来し、特設運送船関東丸が損傷を受けた。また3月に行われたハワイ再空襲計画である「K作戦」では、日本海軍機の経由地となっている。
1943年（昭和18年）10月、マーシャル諸島の南隣に位置するギルバート諸島がアメリカ軍に占領されると、日本陸軍は満洲国の関東軍から兵力を抽出し、海上機動第1旅団を編成した。ジャルート環礁へはそのうち2,311名の兵力が送られ、海軍陸戦隊員とともに守備についた。
アメリカ軍のマーシャル諸島に対する攻撃は翌1944年（昭和19年）1月31日に開始されたが、日本軍の守備が固いジャルート環礁に対しては空襲と艦艇による砲撃が行われたのみで侵攻をあきらめ、終戦までにアメリカ軍や連合国軍部隊の上陸はなかった。しかし、この後周辺の制海権を連合国軍側が握ったため、日本本土からの食糧や医薬品などの補給が途絶えた。その為に食糧難や疫病によって守備隊員たちに死者を出した。
1945年9月5日、守備隊が降伏文書に調印。10月までに陸軍91人、海軍318人は復員を果たした。一方、海軍第62警備隊司令、升田仁助少将は、アメリカ軍飛行士13人を処刑した責任を負って移送先のグアム島で自決した。

### アメリカ統治時代

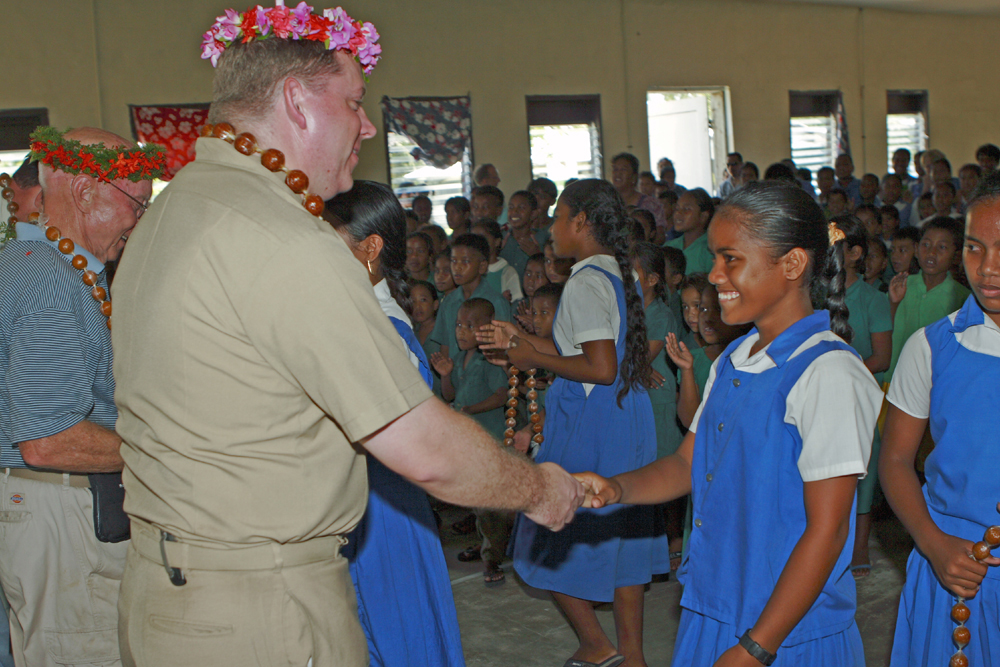
ヤルートの小学校を訪問したアメリカ軍将校

戦後のアメリカ軍による軍政期を経て、1947年に太平洋諸島信託統治領が発足し、ジャルート環礁はアメリカの信託統治領となった。
アメリカはマーシャル諸島の経済的な中心地を、戦時中に占領したマジュロ環礁へ移転したため、ジャルート環礁の経済は衰退した。

### マーシャル諸島独立後
1979年にマーシャル諸島政府が発足した後、1986年に自由連合盟約が発効したためマーシャル諸島は独立し、ジャルート環礁はその一部となった。首都となったマジュロのマジュロ国際空港との間に定期航空便が就航しており、観光客や漁業関係者などが訪れている。

## ジャルート環礁と中島敦

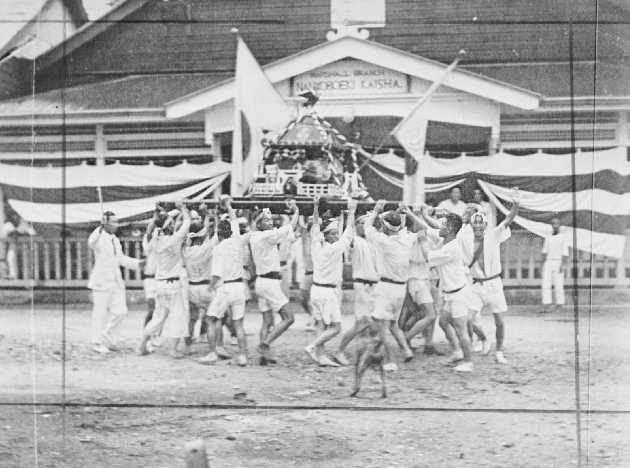
日本統治時代に行われた祭りの様子

1941年（昭和16年）、公学校用の教科書編纂のためにパラオへ赴任していた作家の中島敦は、同年9月27日から9月30日まで出張でジャルート環礁に滞在している。ジャルートを大変気に入った中島敦は、
と妻に宛てた手紙に記している。これに対し、ジャルートに長く駐在していた役人からは「南洋群島でヤルートが一番いい、と言ったのは、あんたが始めて（原文ママ）だ」と呆れられている。
その後、中島敦は環礁―ミクロネシヤ巡島記抄―という短編集のなかでジャルート環礁について取り上げ、ジャボール島の大酋長アマタ・カブアの家に招待された時の出来事などを書いている。アマタ・カブアは後にマーシャル諸島共和国初代大統領となった。

## 交通
ジャボール島にはジャルート空港がある。マーシャル諸島航空が首都マジュロとキリ島へ定期便を就航させている。

## 脚註
1. ↑  “Jaluit Atoll Conservation Area | Ramsar Sites Information Service”. rsis.ramsar.org (2004年7月13日). 2023年4月9日閲覧。
2. ↑  伝説の女性飛行士イアハート「生存の写真」主張、専門家は疑問視 AFP（2017年7月9日）2017年7月9日閲覧
3. ↑  日置英剛『年表 太平洋戦争全史』国書刊行会、2005年10月31日、755頁。ISBN 978-4-336-04719-9。
4. 1 2  中島.p42